# Панкевич Богдан Романович
Богда́н Рома́нович Панке́вич (нар. 23 жовтня 1957, Львів) — український політик, громадський діяч, публіцист, дипломат. Почесний консул Королівства Нідерланди у Львові (1996  – 2016), депутат Львівської міської ради (2010-2014), член Несторівської групи, член ради «Української Галицької Асамблеї» (у 2014-2016 її голова), співзасновник (2012), керівник Секретаріату (2012-2016), голова Політради Української Галицької партії (2016-2018).
Кандидат у народні депутати від партії «Голос» на парламентських виборах 2019 року, № 48 у списку.

## Життєпис
Закінчив Львівську середню №70 (1974, золота медаль), факультет прикладної математики і механіки Львівського університету (1979), Львівському технікумі громадського харчування (1986, диплом з відзнакою).
Працював:
- інженером Інституту прикладних проблем механіки і математики АН УРСР (1979-1982),
- на різних посадах у системі громадського харчування м. Львова (1982-1990),
- завідувачем відділу ЗНВІО «Конза» (1990-1991),
- у виконавчому комітеті Львівської обласної ради (1991-1992),
- директором Львівського відділення Фонду соціальної адаптації молоді при КМ України (1992-1995),
- директором Львівського регіонального агентства економічного розвитку (1995-2005),
- радником з економічних питань Інституту розвитку міста (2005-2007, м. Львів),
- радником Львівського міського голови й апарату виконкому Львівської міської ради (2007-2012).

### Родина
Має сина Любомира і трьох онуків.

## Громадська та політична діяльність
1989-1992 — член НРУ.
У момент початку дипломатичної діяльності Богдан Панкевич був першим почесним консулом у Львові та другим в Україні .
2007-2012 — член Республіканської християнської партії.
2010-2014 — депутат Львівської міської ради.
Протягом двох років (2012-2014) домагався від міської ради позбавлення себе депутатського мандату (відповідно до змін до наказу МЗС України №111 «Про затвердження Положення про почесних (нештатних) консульських посадових осіб іноземних держав в Україні та консульські установи, що очолюються такими посадовими особами», почесним консулом може бути громадянин України, який не є обраним до парламенту та до органів місцевого самоврядування). Цей процес дуже затягнувся через протидію частини депутатів       .
2012 — був у ґроні засновників Української Галицької Партії 
Січень 2014 — травень 2016 — був головою Ради ГО «Українська Галицька Асамблея».
Як почесний консул Нідерландів сприяв виданню в Голландії фотоальбому «Львів, місто парадоксів» (текст чотирма мовами), представленого на Львівському форумі видавців 2014 .

## Літературна творчість
У 2013 у видавництві "Фоліо" вийшла книжка Богдана Панкевича «Подорож на Афон. Подорожні нотатки та роздуми паломника»     .
У своій подорожі на Атос (Афон), єдину в світі республіку монахів, автор подає своє бачення розв'язання одвічних міжконфесійних суперечок, проблеми столітнього викривлення християнських догм і вільного їх трактування, а також роздумує, як донести розуміння глибинної суті релігії до сучасної людини.

## Публіцистика
- До 90-річчя Миколи Руденка. // zaxid.net, 19.12.2010
- Релігійний ідіотизм. // zaxid.net, 6.04.2011
- Не-Європа. // zaxid.net, 10.05.2011
- Передчасна паніка // zaxid.net, 5.06.2012
- Про варварство і право на інакшість // zbruch, 12.10.2013
- Як це трапилось, що все пішло так зле // zbruch, 18.11.2013
- Наївні світочі // zbruch, 14.03.2014
- Першотравень 1989-го під синьо-жовтим прапором // zbruch, 03.05.2014
- Епоха брехні // zbruch, 13.05.2014
- Тотальний майдан forever // zbruch, 29.11.2014
- Пам'ятник Митрополитові // zbruch, 25.03.2015
- Імунітет на спокуси // zbruch, 10.05.2015
- Президентський «шпагат» // zaxid.net, 24.05.2015
- Про гідність галичан // zbruch, 05.08.2015
- Реклама «Самопомочі»? // zaxid.net, 28 вересня 2015
- Громадський фронт // Сайт УГА, 14/01/2016

## Інтерв'ю
- Загумінковий мейнстрім галицької глибинки. Розмова з Почесним консулом Королівства Нідерландів у Львові Богданом ПАНКЕВИЧЕМ // zbruch, 28.08.2013
- $100 тисяч від УГА: жертвам чи вбивцям?. Розмова з головою Української Галицької Асамблеї Богданом ПАНКЕВИЧЕМ // zbruch, 29.03.2014
- Про будинок на вул. І.Нечуя-Левицького, №17 // Центр міської історії Центрально-Східної Європи, 16.09.2009